# Cobitis tanaitica
Cobitis tanaitica es una especie de peces de la familia Cobitidae en el orden de los Cypriniformes.

## Reproducción
Es ovíparo.

## Morfología
• Los machos pueden llegar alcanzar los 6 cm de longitud total y las hembras 9,5.

## Hábitat
Vive en zonas de clima templado.

## Distribución geográfica
Se encuentra en Ucrania y en la cuenca noroccidental del Mar Negro (entre los ríos Danubio y  Kuban ).